# Sierra (gruppo musicale)
La Sierra è un duo musicale italiano formatosi nel 2017 e composto da Medium (pseudonimo di Massimo Gaetano) e Sila Bower (pseudonimo di Giacomo Ciavoni).

## Carriera
Attivi dal 2017 nell'underground hip hop della scena capitolina, pubblicano, in maniera indipendente e continuativa mixtape, canzoni e video creandosi sin da subito un seguito. Nel 2019 sono saliti alla ribalta a livello nazionale quando sono entrati a far parte del cast della tredicesima edizione di X Factor Italia, dove sono arrivati tra i finalisti.
Il loro singolo Enfasi, prodotto da Big Fish, è uscito nel 2019 e ha raggiunto l'11ª posizione della Top Singoli, venendo certificato disco di platino dalla Federazione Industria Musicale Italiana con oltre 70 000 unità vendute a livello nazionale. Nel 2020 hanno pubblicato i singoli Come mai, Senza di te e Alla fine ti passa.
Nel 2021 hanno pubblicato su Sony Music Entertainment Italia il loro secondo album Profondamente, anticipato dal singolo Mezze lune.
Nel 2022 hanno pubblicato il singolo Solitudine. Nel 2023 pubblicano i singoli Poseidon, Carpe diem e Ti volevo dire. A marzo 2024 esce il loro terzo album in studio Per sempre.

## Discografia

### Album in studio
- 2018 – Ave Maria
- 2021 – Profondamente
- 2024 – Per sempre

### EP
- 2018 – Castelli di sabbia

### Singoli
- 2018 – Castelli di sabbia
- 2018 – Holla (feat. Repek)
- 2018 – Forma & peso
- 2019 – Enfasi
- 2020 – Come mai
- 2020 – Senza di te (feat. Mameli)
- 2020 – Alla fine ti passa
- 2021 – Mezze lune
- 2021 – Cambia la vita
- 2022 – Solitudine
- 2023 – Poseidon
- 2023 – Carpe diem
- 2023 – Ti volevo dire
- 2023 – Fidare
- 2024 – Briciole

## Televisione
- X Factor (Sky Italia, 2019) – concorrente